# Rinorea
Rinorea é um género botânico pertencente à família Violaceae.

## Espécies
- Rinorea antioquiensis, Smith & Fernández
- Rinorea bicornuta, Hekking
- Rinorea brachythrix, Blake
- Rinorea cordata, Smith & Fernández
- Rinorea crenata, Blake
- Rinorea dasyadena, Robyns
- Rinorea deflexa, (Bentham) Blake
- Rinorea deflexiflora, Bartlett
- Rinorea endotricha, Sandwith
- Rinorea fausteana, Achoundong
- Rinorea guatemalensis, (S. Watson) Bartlett
- Rinorea haughtii, Smith & Fernández
- Rinorea hirsuta, Hekking
- Rinorea hummelii, Sprague
- Rinorea hymenosepala, Blake
- Rinorea keayi, Brenan
- Rinorea laurifolia, Smith & Fernández
- Rinorea longistipulata, Hekking
- Rinorea marginata, (Triana & Planchon) Rusby ex Johnston
- Rinorea maximiliani, (Eichler in Martius) Kuntze
- Rinorea molleri
- Rinorea oraria, Steyermark & Fernández
- Rinorea pectino-squamata, Hekking
- Rinorea ramiziana, Glaziou ex Hekking
- Rinorea squamata, S.F. Blake
- Rinorea thomasii, Achoundong
- Rinorea thomensis, Exell
- Rinorea ulmifolia, (Kunth in Humboldt, Bonpland & Kunth) Kuntze
- Rinorea uxpanapana, Wendt
- Rinorea villosiflora, Hekking

1. ↑  «Rinorea — World Flora Online». www.worldfloraonline.org. Consultado em 19 de agosto de 2020